# Паракка, Джованни Антонио
Джованни Антонио Паракка, прозванный Вальсольдо (фр. Giovanni Antonio Paracca (il Valsoldo); 1545/1550 год, Вальсольда — 1599 год Рим) — итальянский скульптор XVI века.
Жил в Риме в царствование папы Григория XIII и занимался реставрацией старинных статуй, это позволило ему вместе с тем изучать скульптуру по образцам древних мастеров.
По множеству статуй и надгробных памятников работы этого мастера можно заключить, что Вальсольдо работал тогда, когда имел нужду в деньгах. Он умер в цвете лет в госпитале от весьма буйной и невоздержанной жизни.

## Работы
Статуя Сикста V в Сикстинской капелле церкви Санта-Мария-Маджоре, Рим.